# バード数
バード数は、クリス・バード(Chris Bird)によって定義された巨大数である。
本項目では、バードによって拡張された配列表記を用いて定義したものについて扱う。これは日本では、それ以前に考案された回転矢印表記によるバード数（旧バード数）と区別して新バード数とも呼ばれる。

## 定義
このバード数の定義で用いているバードの配列表記は、古いバージョンのもので、現在では新しいバージョンが定義されている。
- N＝{3<<<...<<<3>>>...>>>3}（<>は{3<<<<<<<3>>>>>>>3}重）
- X(0)＝N
- X(n)＝{3<<<...<<<3>>>...>>>3}（<>はX(n-1)重）
- バード数（新バード数）＝X(X(...X(X(N))...))（X(N)重）

## その大きさと近似
BEAF表記では、≒{7,{7,{7,{7,7(X,X(1)2)2}(X,X(1)2)2},2(X,X(1)2)2},3(X,X(1)2)2}と近似されることが想定されている。
旧バード数はもちろんのこと、国産巨大数で見ても、計算可能なふぃっしゅ数の中で最大のふぃっしゅ数バージョン6をも遥かに大幅に超えているが、ペア数列数には及ばない。